# Gran Premio de París
El Gran Premio de París era una carrera ciclista de la modalidad de velocidad que se disputaba anualmente en París. La primera edición databa de 1894 y duró hasta 1993, con algunas interrupciones. Se corría en el Velódromo de Vincennes, junto a la capital francesa. El francés Pierre Trentin fue el ciclista con más victorias, con siete, tanto en profesional como en amateur.

## Palmarés

### Profesional
| - 1894: George A. Banker - 1895: Ludovic Morin - 1896: Ludovic Morin - 1897: Ludovic Morin - 1898: Paul Bourrillon - 1899: Gian Ferdinando Tomaselli - 1900: Edmond Jacquelin - 1901: Thorvald Ellegaard - 1902: Harrie Meyers - 1903: Harrie Meyers - 1904: Henri Mayer - 1905: Frank Kramer - 1906: Frank Kramer - 1907: Émile Friol - 1908: Julien Pouchois - 1909: Émile Friol - 1910: Émile Friol - 1911: Thorvald Ellegaard - 1912: Léon Hourlier - 1913: Walter Rütt - 1914: Léon Hourlier - 1920: Robert Spears - 1921: Robert Spears - 1922: Robert Spears - 1923: Ernest Kauffmann - 1924: Maurice Schilles - 1925: Maurice Schilles - 1926: Lucien Faucheux - 1927: Ernest Kauffmann | - 1928: Lucien Faucheux - 1929: Lucien Faucheux - 1930: Lucien Michard - 1931: Lucien Michard - 1932: Jef Scherens - 1933: Jef Scherens - 1934: Albert Richter - 1935: Lucien Michard - 1936: Lucien Michard - 1937: Jef Scherens - 1938: Albert Richter - 1939: Louis Gérardin - 1941: Louis Gérardin - 1942: Arie van Vliet - 1943: Louis Gérardin - 1944: Georges Senfftleben - 1945: Marc Cautenet - 1946: Arie van Vliet - 1947: Arie van Vliet - 1948: Arie van Vliet - 1949: Arie van Vliet - 1950: Jan Derksen - 1951: Reginald Harris - 1952: Russell Mockridge - 1953: Oscar Plattner - 1954: Enzo Sacchi - 1956: Reginald Harris - 1957: Jos De Bakker - 1958: Jan Derksen | - 1959: Enzo Sacchi - 1960: Antonio Maspes - 1961: Antonio Maspes - 1962: Antonio Maspes - 1963: Antonio Maspes - 1964: Antonio Maspes - 1965: Daniel Morelon - 1967: Daniel Morelon - 1968: Giuseppe Beghetto - 1969: Pierre Trentin - 1975: Giorgio Rossi - 1976: Alex Pontet - 1977: Daniel Morelon - 1978: Lutz Heßlich - 1979: Lutz Heßlich - 1980: Yvon Cloarec - 1981: Sergeï Kopylov - 1982: Michael Hübner - 1983: Lutz Heßlich - 1984: Sergeï Kopylov - 1985: Lutz Heßlich - 1986: Bill Huck - 1987: Lutz Heßlich - 1988: Lutz Heßlich - 1989: Michael Hübner - 1990: Michael Hübner - 1991: Bill Huck - 1993: Michael Hübner |

### Amateur
| - 1898: Mille - 1899: Grognet - 1900: Georges Taillandier - 1901: Charles Piard - 1902: Charles Piard - 1903: Agostino Granaglia - 1904: Arthur L. Reed - 1905: Jimmy S. Benyon - 1906: Francesco Verri - 1907: André Auffray - 1908: Émile Demangel - 1909: Maurice Schilles - 1910: William Bailey - 1911: William Bailey - 1912: William Bailey - 1913: William Bailey - 1914: Henri Bellivier - 1920: Maurice Peeters - 1921: Henri Bellivier - 1922: Lucien Michard - 1923: Jean Cugnot - 1924: Lucien Michard - 1925: L. Revelly | - 1926: Mathias Engel - 1927: Mathias Engel - 1928: Roger Beaufrand - 1929: Sydney Cozens - 1930: Sydney Cozens - 1931: Sydney Cozens - 1932: Albert Richter - 1933: Marcel Jezo - 1934: Toni Merkens - 1935: Toni Merkens - 1936: Jacques Avram - 1937: Benedetto Pola - 1938: Guy Renaudin - 1939: Jan Derksen - 1943: Marcel Etienne - 1944: Jacques Lohmuller - 1945: Marcel Etienne - 1946: Reginald Harris - 1947: René Faye - 1948: Émile Lognay - 1949: Émile Lognay - 1950: Maurice Verdeun | - 1951: Enzo Sacchi - 1952: Russell Mockridge - 1953: Russell Mockridge - 1954: Cyril Peacock - 1955: John Tressider - 1956: Michel Rousseau - 1957: Guglielmo Pesenti - 1958: Valentino Gasparella - 1959: Valentino Gasparella - 1960: Sante Gaiardoni - 1961: Giuseppe Beghetto - 1962: André Gruchet - 1963: Pierre Trentin - 1964: Pierre Trentin - 1965: Pierre Trentin - 1966: Angelo Bruno - 1967: Pierre Trentin - 1968: Giuseppe Beghetto - 1969: Pierre Trentin - 1970: Daniel Morelon - 1971: Daniel Morelon - 1974: Pierre Trentin |

### Femenino
| - 1982: Isabelle Gautheron - 1983: Claudia Lommatzsch - 1984: Sandrine Lestrade - 1985: Isabelle Gautheron | - 1986: Isabelle Nicoloso - 1987: Nathalia Krushelnitskaia - 1988: Erika Salumäe - 1989: Galina Tsareva | - 1990: Annett Neumann - 1991: Félicia Ballanger - 1993: Tanya Dubnicoff |